# Епархия Алту-Солимойнса
Епархия Алту-Солимойнса (лат. Dioecesis Solimões Superioris) — епархия Римско-католической церкви c центром в городе Табатинга, Бразилия. Епархия названа именем бразильского микрорегиона Алту-Солимойнса. Епархия Алту-Солимойнса входит в митрополию Манауса. Кафедральным собором епархии Алту-Солимойнса является собор святых Ангелов-Хранителей в городе Табатинга. В городе Сан-Паулу-ди-Оливенса находится сокафедральный собор святого Павла.

## История
23 мая 1910 года Римский папа Пий X выпустил буллу Laeti animo, которой учредил апостольскую префектуру Алту-Солимойнса, выделив её из епархии Амазонаса (сегодня — Архиепархия Манауса).
11 августа 1950 года апостольская префектура Алту-Солимойнса была преобразована в территориальную прелатуру.
14 августа 1991 года Римский папа Иоанн Павел II издал буллу Constat praelaturam, которой преобразовал территориальную прелатуру Алту-Солимойнса в епархию.

## Ординарии епархии
- епископ Evangelista Galea da Cefalonia (6.09.1910 — 1938);
- епископ Tommaso de Marcellano (1938 — 1945);
- епископ Venceslao Ponti da Spoleto (8.11.1946 — 1952);
- епископ Cesário Alexandre Minali (1.03.1955 — 9.04.1958);
- епископ Adalberto Domingos Marzi (4.02.1961 — 12.09.1990);
- епископ Evangelista Alcimar Caldas Magalhães (12.09.1990 — по настоящее время).

## Источник
- Annuario Pontificio, Ватикан, 2007
- Булла Constat praelaturam  (лат.)